# Tromodesiana thomae
Tromodesiana thomae är en tvåvingeart som beskrevs av Christian Rudolph Wilhelm Wiedemann 1830. Tromodesiana thomae ingår i släktet Tromodesiana och familjen parasitflugor.
Artens utbredningsområde är Jungfruöarna. Inga underarter finns listade i Catalogue of Life.